# Dax O’Callaghan
Dax O’Callaghan (ur. 2 lipca 1986 w Londynie) – brytyjski piosenkarz, tancerz i aktor. Członek zespołu Lexington Bridge.
Dax O’Callaghan aktorstwa, tak jak większość gwiazd telewizyjnych w Wielkiej Brytanii, uczył się w Sylvia Young Theatre School Dax. Jeszcze w trakcie nauki występował w kilku reklamach telewizyjnych oraz w show edukacyjnym Science in Action (Nauka w działaniu). W wieku 10 lat zagrał rolę Gavroche'a w musicalu Les Misérables na londyńskim West Endzie, w Palace Theatre oraz w późniejszym czasie jako The Artful Dodger w sztuce Oliver w London Palladium.
W wieku 16 lat został najmłodszym w historii choreografem, którego zatrudniono jako nauczyciela tańca w Pineapple Studios. Został zarekomendowany i przyjęty do Sylvia Young Theatre School
W Wielkiej Brytanii rozpoznawany jest z przedstawienia/show: LOL:Laugh Out Loud show, z roli Jacka Price w operze realizowanej przez BBC EastEnders i roli w medycznym dramacie Casualty
Jego osoba bardziej rozpoznawalna jest we Francji jako piosenkarz, gdzie jego singel Calling Love został bardzo dobrze przyjęty. Po tym sukcesie Dax O’Callaghan, podpisał kontrakt z Universal International Records w Hamburgu i stał się członkiem grupy boybandu Lexington Bridge. Jego album muzyczny został wydany w marcu 2007 roku w Niemczech Kick Back (Enhanced)

## Filmografia
- Dax O’Callaghan w bazie IMDb (ang.)
- strona archiwalna